# Strzępiak czerwieniejący

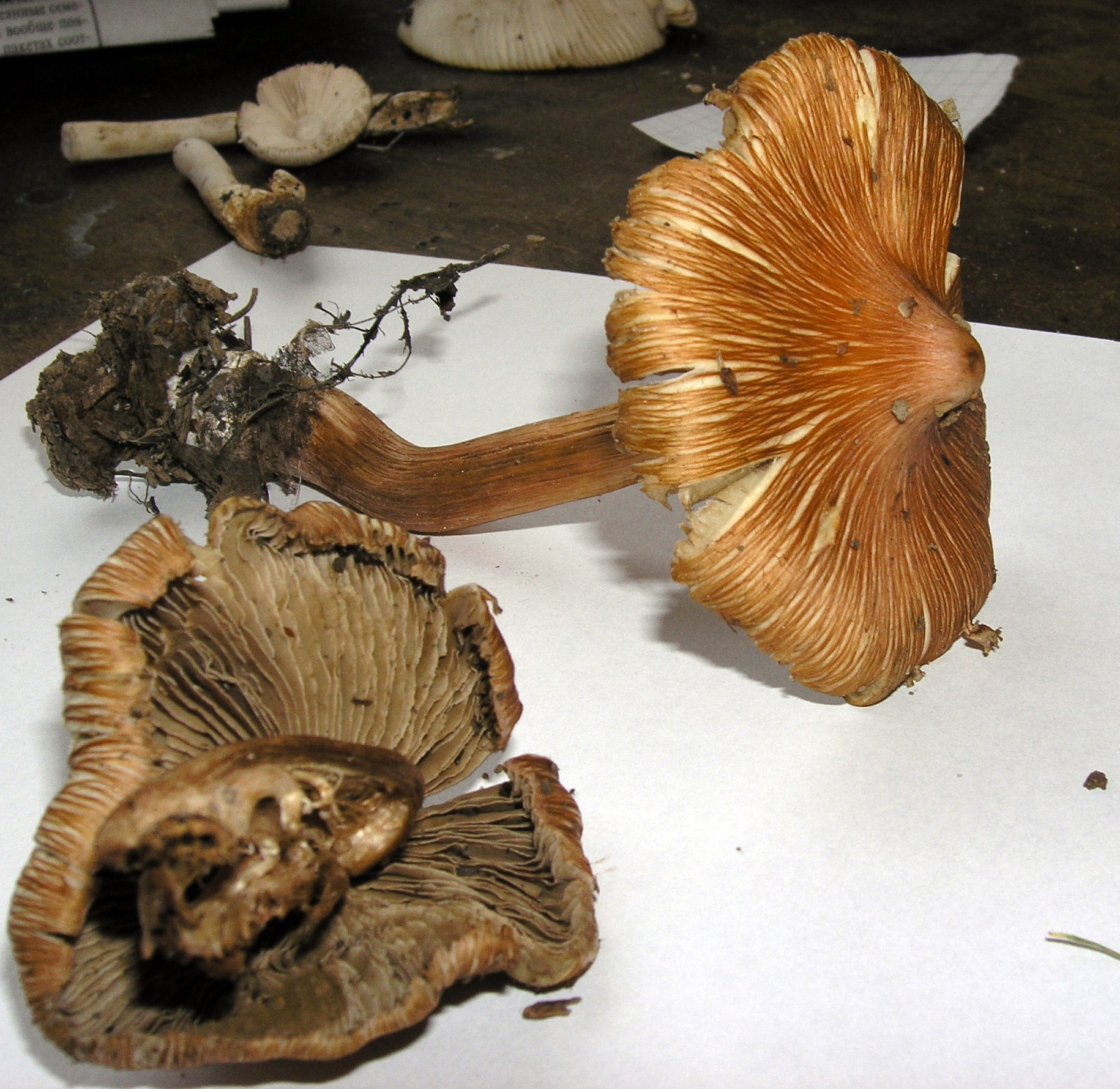

Strzępiak czerwieniejący, strzępiak Godeya (Inocybe godeyi (Gillet) – gatunek grzybów należący do rodziny strzępiakowatych (Inocybaceae).

## Systematyka i nazewnictwo
Pozycja w klasyfikacji według Index Fungorum: Inocybe, Inocybaceae, Agaricales, Agaricomycetidae, Agaricomycetes, Agaricomycotina, Basidiomycota, Fungi.
Synonimy:
- Agaricus trinii var. rubescens (Gillet) Pat. 1884
- Inocybe godeyi var. rufescens Cooke 1909
- Inocybe rickenii Kallenb. 1921
- Inocybe rubescens Gillet 1883

Nazwę strzępiak Godeya podał Andrzej Nespiak w 1990 r., nazwę strzępiak czerwieniejący zaproponował Władysław Wojewoda w 2003 r.

## Morfologia
Kapelusz
Średnica 1–5 cm, początkowo stożkowaty, czasem nieregularny, potem płasko rozpostarty z wyraźnym garbkiem. Brzeg cienki i prosty. Zupełnie brak łuseczek, powierzchnię pokrywają jedwabiste, różowoczerwone włókienka, które czasem tworzą prążkowanie lub delikatne żyłkowanie. Kolor od białawego poprzez kremowo różowy do brzoskwiniowego, tylko na szczycie czasem wpadający w cielisto pomarańczowy. W młodych owocnikach widoczne są resztki zwisającej, pajęczynowatej osłony.
Blaszki
Nieco przyrośnięte lub prawie wolne, cienkie, początkowo jasnordzawe, potem ciemnooliwkowo-rdzawe z czerwonymi plamkami. Ostrza oszronione.
Trzon
Wysokość 1,5–7 cm, grubość 0,2–0,1 cm, walcowaty, czasami wygięty, z obrzeżoną bulwką. Powierzchnia delikatnie włókienkowata, w bulwce różowa, u szczytu biała i oszroniona.
Miąższ
W kapeluszu mięsisty, po uszkodzeniu w trzonie i pod skórką różowiejący, w trzonie rdzawo czerwieniejący. Młode owocniki o zapachu owocowym, starsze o zapachu spermy. Smak łagodny.
Cechy mikroskopowe
Zarodniki migdałkowate z dzióbkiem, gładkie, 9,5–12,5(–15) × 6–7 µm. W kapeluszu i w szczytowej części trzonu występują grubo wrzecionowate lub buteleczkowate metuloidy o wymiarach 15–75 × 10–15 µm. Mają dość grubą ścianę, żółknącą pod działaniem KOH.

## Występowanie i siedlisko
Strzępiak czerwieniejący występuje w Europie i Ameryce Północnej. Jest pospolity w bukowych lasach w Górach Bukowych na Węgrzech. W piśmiennictwie naukowym na terenie Polski do 2003 r. podano 5 stanowisk. Bardziej aktualne stanowiska podaje internetowy atlas grzybów. Strzępiak czerwieniejący zaliczony w nim jest do grzybów chronionych i zagrożonych.
Grzyb mikoryzowy. Rośnie na ziemi, w lasach liściastych i mieszanych, głównie na podłożu wapiennym. Owocniki od lata do jesieni.